# FC Twente in het seizoen 1976/77
Het seizoen 1976-1977 was het twaalfde jaar in het bestaan van de Nederlandse voetbalclub FC Twente. De Tukkers kwamen uit in de Nederlandse Eredivisie en namen deel aan het toernooi om de KNVB beker.

## Selectie
Voor het vijfde achtereenvolgende seizoen was Spitz Kohn de hoofdtrainer van FC Twente. Zijn assistent was voor het vierde jaar Jan Morsing. In vergelijking met het seizoen 1975/76 waren drie spelers vertrokken. De Hongaar Gabor Zele werd ingelijfd door FSV Frankfurt, de Deen Hans Aabech vertrok naar De Graafschap en Evert Hooijer, bij Twente nooit verder gekomen dan de reservebank, was overgegaan naar PEC Zwolle.
Nieuw in de selectie waren Sip Bloemberg (RWDM), Henk van Santen (AFC Ajax) en Piet Wildschut (FC Groningen). In het voorjaar van 1976 hadden de jonge Noren Hallvar Thoresen en Reidar Sundby, oorspronkelijk afkomstig van Larvik Turn, zich uit eiger beweging bij FC Twente aangemeld voor een stage. Beiden hadden een contract voor een jaar gekregen. Van Emmen nam Twente de jeugdspelers Henk de Raaf en Michaël van Braam over.
Eddy Achterberg verruilde in oktober 1977 FC Twente voor eerstedivisionist FC Groningen. In december 1976 vertrok doelman Volkmar Gross naar het Duitse Tennis Borussia Berlin. Hij werd opgevolgd door André van Gerven, die tot dat moment reservekeeper bij PSV was. Marc De Clerck werd vanaf maart 1977 verhuurd aan SC Heracles.
FC Twente speelde normaal gesproken met Volkmar Gross op doel (in de tweede helft van het seizoen André van Gerven), Kees van Ierssel, aanvoerder Epi Drost, Niels Overweg en Kalle Oranen in de verdediging en Frans Thijssen, Kick van der Vall en Arnold Mühren op het middenveld. In de voorhoede waren gedurende het seizoen verschillende wisselingen. Rechterspits Jaap Bos was vanaf oktober uitgeschakeld door een knieblessure en was bovendien in december betrokken bij een ernstig auto-ongeluk. Jan Jeuring werd als centrumspits vervangen door Ab Gritter. Theo Pahlplatz, het Noorse talent Hallvar Thoresen en aankoop Piet Wildschut waren andere spelers die regelmatig stonden opgesteld. Eddy Achterberg, Henk van Santen, Harry Bruggink, Sip Bloemberg en jeugdspelers Ron van Oosterom, Rob Poell en Paul Krabbe waren de overige spelers met speeltijd in dit seizoen.

## Seizoensverloop
Na acht achtereenvolgende seizoenen in de top 5 van de Eredivisie te zijn geëindigd, verliep deze competitie zeer matig. Vooral de eerste competitiehelft verliep slecht en FC Twente bivakkeerde in de onderste regionen van de ranglijst. Na de eerste competitieronde stond de ploeg nog eerste, maar door een reeks van zeven nederlagen en drie gelijke spelen stond de ploeg na elf speelronden op de 18e en laatste plaats in de rangschikking. Uiteindelijk werd FC Twente negende, het slechtste resultaat in tien jaar.
Desondanks werd dit seizoen de eerste belangrijke prijs in de clubhistorie behaald; op 19 mei 1977 versloeg FC Twente PEC Zwolle in de bekerfinale en won het de KNVB beker. Door deze overwinning plaatste het team zich voor de Europacup II 1977/78.
Arnold Mühren was met dertien doelpunten clubtopscorer in de competitie. In de bekerwedstrijden was Piet Wildschut (drie goals) topscorer.
| 1 |

| 7 |

| 12 |

| 14 |

| 16 |

| 17 |

| 17 |

| 16 |

| 16 |

| 17 |

| 18 |

| 15 |

| 14 |

| 14 |

| 12 |

| 13 |

| 12 |

| 13 |

| 11 |

| 12 |

| 12 |

| 12 |

| 11 |

| 10 |

| 10 |

| 10 |

| 10 |

| 9 |

| 10 |

| 10 |

| 9 |

| 10 |

| 10 |

| 9 |

| winst | gelijk | verlies |

| 1 |

| 7 |

| 12 |

| 14 |

| 16 |

| 17 |

| 17 |

| 16 |

| 16 |

| 17 |

| 18 |

| 15 |

| 14 |

| 14 |

| 12 |

| 13 |

| 12 |

| 13 |

| 11 |

| 12 |

| 12 |

| 12 |

| 11 |

| 10 |

| 10 |

| 10 |

| 10 |

| 9 |

| 10 |

| 10 |

| 9 |

| 10 |

| 10 |

| 9 |

| winst | gelijk | verlies |

## Wedstrijdstatistieken

### Eredivisie 1976/77
| | |                                                 |                                               | |
| 22 augustus 1976 | FC Twente | 4 - 0 (2 - 0)                                   | FC Amsterdam                                  | Opstelling FC Twente: |
| Stadion Het Diekman 12.000 toeschouwers Cees de Bruin | Arnold Mühren (p) 33' Arnold Mühren 38' Ab Gritter 49' Arnold Mühren 57'                                                                        | 1 - 0 2 - 0 3 - 0 4 - 0                         |                                               | Gross, Van Ierssel, Drost, Overweg, Van Santen, Thijssen, Van der Vall, Mühren, Pahlplatz (62' Bos), Jeuring, Gritter                           |
| - Door de ruime overwinning tegen FC Amsterdam was FC Twente na de eerste speelronde van het seizoen koploper in de Eredivisie. Henk van Santen maakte zijn debuut voor FC Twente.                                                         | |                                                 |                                               | |
| | |                                                 |                                               | |
| 25 augustus 1976 | Roda JC | 1 - 0 (1 - 0)                                   | FC Twente                                     | Opstelling FC Twente: |
| Sportpark Kaalheide 14.000 toeschouwers Frans Derks | Pierre Vermeulen 10' | 1 - 0                                           |                                               | Gross, Van Ierssel, Drost, Overweg, Van Santen, Thijssen, Van der Vall, Mühren, Bos (78' Achterberg), Jeuring, Gritter                          |
| | |                                                 |                                               | |
| 29 augustus 1976 | N.E.C. | 4 - 0 (3 - 0)                                   | FC Twente                                     | Opstelling FC Twente: |
| Stadion De Goffert 18.000 toeschouwers Charles Corver | Jan Hoogendoorn 7' Hans Posthumus 15' Jan Peters 40' Wim Meijers 55'                                                                            | 1 - 0 2 - 0 3 - 0 4 - 0                         |                                               | Gross, Van Ierssel, Drost, Overweg, Van Santen, Thijssen, Van der Vall, Mühren, Bos (35' Wildschut), Jeuring, Gritter (30' Achterberg)          |
| - Piet Wildschut maakte zijn debuut voor FC Twente. | |                                                 |                                               | |
| | |                                                 |                                               | |
| 1 september 1976 | FC Twente | 0 - 0                                           | De Graafschap                                 | Opstelling FC Twente: |
| Stadion Het Diekman 9.000 toeschouwers Bart Ram | |                                                 |                                               | Gross, Van Ierssel, Drost, Overweg, Oranen, Bloemberg, Van der Vall, Mühren, Achterberg, Jeuring, Van Santen                                    |
| - Sip Bloemberg maakte zijn debuut voor FC Twente. | |                                                 |                                               | |
| | |                                                 |                                               | |
| 5 september 1976 | AZ'67 | 3 - 0 (2 - 0)                                   | FC Twente                                     | Opstelling FC Twente: |
| Alkmaarderhout 14.000 toeschouwers Jan Beck | Kees Kist 24' Bert van Marwijk 37' Kees Kist 69'                                                                                                | 1 - 0 2 - 0 3 - 0                               |                                               | Gross, Van Ierssel, Drost, Overweg, Oranen (58' Van Santen), Thijssen (46' Bruggink), Van der Vall, Mühren, Bloemberg, Jeuring, Gritter         |
| | |                                                 |                                               | |
| 12 september 1976 | FC Twente | 0 - 1 (0 - 0)                                   | Haarlem                                       | Opstelling FC Twente: |
| Stadion Het Diekman 8.500 toeschouwers Henk van Dijken | | 0 - 1                                           | 80' Beer Wentink                              | Gross, Van Ierssel, Drost, Overweg, Van Santen, Bloemberg (56' Achterberg), Van der Vall, Mühren, Thijssen, Gritter, Pahlplatz                  |
| | |                                                 |                                               | |
| 18 september 1976 | PSV | 3 - 0 (0 - 0)                                   | FC Twente                                     | Opstelling FC Twente: |
| Philips Stadion 18.000 toeschouwers Jan Keizer | Paul Postuma 49' Paul Postuma 60' Willy van der Kuijlen (p) 80'                                                                                 | 1 - 0 2 - 0 3 - 0                               |                                               | Gross, Van Ierssel, Drost, Overweg, Oranen, Thijssen, Van der Vall (79' Van Santen), Mühren, Gritter, Jeuring (64' Poell), Pahlplatz            |
| - Jeugdspeler Rob Poell maakte zijn debuut. FC Twente kwam voor de zesde achtereenvolgende wedstrijd niet tot scoren; een clubrecord. | |                                                 |                                               | |
| | |                                                 |                                               | |
| 26 september 1976 | FC Twente | 1 - 1 (0 - 0)                                   | FC Den Haag                                   | Opstelling FC Twente: |
| Stadion Het Diekman 9.000 toeschouwers Gerrit Berrevoets | Ab Gritter 81' | 0 - 1 1 - 1                                     | 49' Lex Schoenmaker                           | Gross, Van Ierssel, Drost, Overweg (69' Achterberg), Oranen, Thijssen, Van der Vall, Mühren, Bos, Thoresen (57' Gritter), Pahlplatz             |
| - Na 654 minuten maakte Ab Gritter een einde aan een doelpuntloze periode van FC Twente. Een tweede doelpunt van Gritter, één minuut na zijn eerste, werd afgekeurd wegens buitenspel. Hallvar Thoresen maakte zijn debuut voor FC Twente. | |                                                 |                                               | |
| | |                                                 |                                               | |
| 3 oktober 1976 | Sparta | 1 - 1 (1 - 1)                                   | FC Twente                                     | Opstelling FC Twente: |
| Het Kasteel 10.000 toeschouwers Egbert Mulder | Ray Clarke 42' | 0 - 1 1 - 1                                     | 32' Jaap Bos                                  | Gross, Van Ierssel, Drost, Bruggink, Oranen, Thijssen, Van der Vall, Mühren, Bos (70' Thoresen), Gritter, Pahlplatz                             |
| | |                                                 |                                               | |
| 17 oktober 1976 | FC Twente | 1 - 2 (1 - 2)                                   | AFC Ajax                                      | Opstelling FC Twente: |
| Stadion Het Diekman 15.000 toeschouwers Cees de Bruin | Piet Wildschut 28' | 0 - 1 1 - 1 1 - 2                               | 6' Tscheu La Ling 39' Ruud Geels (p)          | Gross, Van Ierssel, Drost, Bruggink (67' Achterberg), Van Santen, Thijssen, Van der Vall, Mühren, Wildschut, Gritter, Pahlplatz (Thoresen)      |
| - Eddy Achterberg nam in deze wedstrijd na negen seizoenen afscheid van FC Twente. Hij verkaste naar FC Groningen. Hoewel Twente het betere van het spel had, verloor het opnieuw en zakte het naar een 17e plaats in de Eredivisie.       | |                                                 |                                               | |
| | |                                                 |                                               | |
| 23 oktober 1976 | NAC | 3 - 1 (2 - 0)                                   | FC Twente                                     | Opstelling FC Twente: |
| NAC-Stadion 13.000 toeschouwers Jan Beck | Theo Dierckx 37' Addy Brouwers 40' Tom Smits 56'                                                                                                | 1 - 0 2 - 0 2 - 1 3 - 1                         | 51' Henk van Santen                           | Gross, Van Ierssel, Drost (55' Overweg), Bloemberg, Oranen, Thijssen, Van der Vall, Van Santen, Wildschut, Gritter, Pahlplatz (68' Thoresen)    |
| - Door de nederlaag, de zevende van het seizoen, zakte FC Twente na 11 competitieronden naar de laatste plaats in de rangschikking. | |                                                 |                                               | |
| | |                                                 |                                               | |
| 31 oktober 1976 | FC Twente | 3 - 1 (1 - 0)                                   | FC VVV                                        | Opstelling FC Twente: |
| Stadion Het Diekman 8.500 toeschouwers Henk van Ettekoven | Ab Gritter 38' Kick van der Vall (p) 81' Piet Wildschut 86'                                                                                     | 1 - 0 1 - 1 2 - 1 3 - 1                         | 53' Stefan Kurcinac                           | Gross, Bruggink, Van Ierssel, Overweg, Oranen, Thijssen, Van der Vall, Van Santen, Wildschut, Gritter, Pahlplatz (77' Thoresen)                 |
| - De winst tegen VVV was pas de tweede overwinning van het seizoen. FC Twente steeg naar een 15e plaats. | |                                                 |                                               | |
| | |                                                 |                                               | |
| 7 november 1976 | FC Twente | 4 - 0 (2 - 0)                                   | Eindhoven                                     | Opstelling FC Twente: |
| Stadion Het Diekman 8.500 toeschouwers Louis Beukman | Piet Wildschut 1' Frans Thijssen 24' Frans Thijssen 50' Theo Pahlplatz 56'                                                                      | 1 - 0 2 - 0 3 - 0 4 - 0                         |                                               | Gross, Bruggink, Van Ierssel, Overweg, Oranen, Thijssen (65' Bloemberg), Van der Vall, Van Santen, Wildschut, Gritter, Pahlplatz (65' Thoresen) |
| | |                                                 |                                               | |
| 14 november 1976 | FC Utrecht | 1 - 0 (0 - 0)                                   | FC Twente                                     | Opstelling FC Twente: |
| Stadion Galgenwaard 10.500 toeschouwers Charles Corver | Jan Streuer 52' | 1 - 0                                           |                                               | Gross, Bruggink, Van Ierssel, Overweg, Oranen, Thijssen, Van der Vall, Van Santen (75' Van Oosterom), Wildschut, Gritter, Pahlplatz             |
| | |                                                 |                                               | |
| 28 november 1976 | FC Twente | 3 - 0 (2 - 0)                                   | Telstar                                       | Opstelling FC Twente: |
| Stadion Het Diekman 8.000 toeschouwers Bouke Draaisma | Ab Gritter 2' Frans Thijssen 12' Frans van Essen (ed) 60'                                                                                       | 1 - 0 2 - 0 3 - 0                               |                                               | Gross, Bruggink, Drost, Overweg, Oranen, Thijssen (72' Jeuring), Van der Vall, Mühren, Wildschut, Gritter, Pahlplatz                            |
| | |                                                 |                                               | |
| 5 december 1976 | Go Ahead Eagles | 1 - 1 (1 - 1)                                   | FC Twente                                     | Opstelling FC Twente: |
| De Adelaarshorst 9.000 toeschouwers Hennie Weerink | Cees van Kooten 12' | 0 - 1 1 - 1                                     | 10' Ab Gritter                                | Gross, Bruggink, Drost, Overweg, Oranen, Thijssen, Van der Vall, Mühren, Wildschut (46' Jeuring), Gritter, Pahlplatz                            |
| | |                                                 |                                               | |
| 9 januari 1977 | FC Amsterdam | 0 - 1 (0 - 0)                                   | FC Twente                                     | Opstelling FC Twente: |
| Olympisch Stadion 2.000 toeschouwers Gerard Jonker | | 0 - 1                                           | 74' Ab Gritter                                | Van Gerven, Van Ierssel, Drost, Overweg, Oranen, Thijssen, Van der Vall, Mühren, Gritter, Jeuring (68' Wildschut), Pahlplatz                    |
| - Keeper André van Gerven, die in de winterstop was aangetrokken als vervanger van Volkmar Gross, maakte zijn debuut voor FC Twente. Hij stopte in de 30e minuut een strafschop van André Wetzel.                                          | |                                                 |                                               | |
| | |                                                 |                                               | |
| 12 januari 1977 | FC Twente | 0 - 1 (0 - 1)                                   | Feyenoord                                     | Opstelling FC Twente: |
| Stadion Het Diekman 19.000 toeschouwers Jan Keizer | | 0 - 1                                           | 19' Nico Jansen                               | Van Gerven, Van Ierssel, Drost (62' Wildschut), Overweg, Oranen, Thijssen, Van der Vall, Mühren, Gritter, Jeuring, Pahlplatz                    |
| | |                                                 |                                               | |
| 16 januari 1977 | FC Twente | 1 - 0 (0 - 0)                                   | Roda JC                                       | Opstelling FC Twente: |
| Stadion Het Diekman 9.000 toeschouwers Henk van Ettekoven | Frans Thijssen 60' | 1 - 0                                           |                                               | Van Gerven, Van Ierssel, Drost, Overweg, Oranen, Thijssen, Van der Vall, Mühren, Wildschut (78' Jeuring), Gritter, Pahlplatz (64' Thoresen)     |
| | |                                                 |                                               | |
| 23 januari 1977 | FC Twente | 2 - 3 (2 - 1)                                   | N.E.C.                                        | Opstelling FC Twente: |
| Stadion Het Diekman 8.000 toeschouwers Frans Derks | Arnold Mühren (p) 8' Frans Thijssen 26' | 0 - 1 1 - 1 2 - 1 2 - 2 2 - 3                   | 2' Jan Peters 54' Sije Visser 81' Nico Veeken | Van Gerven, Van Ierssel, Drost, Overweg, Oranen, Thijssen, Van der Vall, Mühren, Wildschut, Gritter, Pahlplatz                                  |
| | |                                                 |                                               | |
| 30 januari 1977 | De Graafschap | 0 - 2 (0 - 2)                                   | FC Twente                                     | Opstelling FC Twente: |
| De Vijverberg 7.000 toeschouwers Charles Corver | | 0 - 1 0 - 2                                     | 13' Theo Pahlplatz 36' Ab Gritter             | Van Gerven, Van Ierssel, Drost, Overweg, Oranen, Thijssen, Van der Vall (60' Bloemberg), Pahlplatz, Wildschut, Jeuring, Gritter                 |
| | |                                                 |                                               | |
| 6 februari 1977 | FC Twente | 0 - 2 (0 - 1)                                   | AZ'67                                         | Opstelling FC Twente: |
| Stadion Het Diekman 10.500 toeschouwers Gerard Jonker | | 0 - 1 0 - 2                                     | 40' Kees Kist 58' Bert van Marwijk            | Van Gerven, Van Ierssel, Drost, Overweg, Oranen, Thijssen, Bloemberg (Mühren), Pahlplatz, Wildschut, Jeuring (Thoresen), Gritter                |
| | |                                                 |                                               | |
| 13 februari 1977 | Haarlem | 1 - 2 (0 - 1)                                   | FC Twente                                     | Opstelling FC Twente: |
| Haarlemstadion 5.000 toeschouwers Gerrit Berrevoets | Piet van den Berg 66' | 0 - 1 0 - 2 1 - 2                               | 2' Arnold Mühren 65' Jan Jeuring              | Van Gerven, Van Ierssel, Drost, Overweg, Oranen, Thijssen, Bloemberg, Mühren, Pahlplatz, Wildschut (65' Jeuring), Gritter                       |
| - Jan Jeuring scoorde vrijwel direct nadat hij was ingevallen voor Piet Wildschut. Het was zijn eerste competitiedoelpunt van het seizoen en zijn honderdste in totaal voor FC Twente.                                                     | |                                                 |                                               | |
| | |                                                 |                                               | |
| 27 februari 1977 | FC Twente | 1 - 1 (0 - 1)                                   | PSV                                           | Opstelling FC Twente: |
| Stadion Het Diekman 11.500 toeschouwers Cees de Bruin | Arnold Mühren (p) 59' | 0 - 1 1 - 1                                     | 26' Willy van der Kuijlen                     | Van Gerven, Van Ierssel, Drost, Overweg, Bruggink, Thijssen, Bloemberg (62' Thoresen), Mühren, Wildschut, Gritter, Pahlplatz                    |
| | |                                                 |                                               | |
| 6 maart 1977 | FC Den Haag | 1 - 1 (0 - 0)                                   | FC Twente                                     | Opstelling FC Twente: |
| Zuiderpark Stadion 5.000 toeschouwers Jan Beck | Oeki Hoekema 48' | 1 - 0 1 - 1                                     | 60' Arnold Mühren                             | Van Gerven, Van Ierssel, Drost, Overweg, Bruggink, Thijssen, Bloemberg, Mühren, Jeuring (75' Van der Vall), Gritter, Pahlplatz                  |
| | |                                                 |                                               | |
| 13 maart 1977 | FC Twente | 1 - 1 (1 - 1)                                   | Sparta                                        | Opstelling FC Twente: |
| Stadion Het Diekman 7.700 toeschouwers Bart Ram | Frans Thijssen 4' | 1 - 0 1 - 1                                     | 44' Henny Michielsen                          | Van Gerven, Van Ierssel, Drost, Overweg, Bruggink, Thijssen, Van der Vall, Mühren, Wildschut (48' Jeuring), Gritter, Pahlplatz                  |
| | |                                                 |                                               | |
| 20 maart 1977 | AFC Ajax | 1 - 1 (0 - 1)                                   | FC Twente                                     | Opstelling FC Twente: |
| Stadion De Meer 20.000 toeschouwers Charles Corver | Johan Zuidema 69' | 0 - 1 1 - 1                                     | 43' Arnold Mühren                             | Van Gerven, Van Ierssel, Drost, Overweg, Bruggink (24' Oranen), Thijssen, Van der Vall, Mühren, Bloemberg, Jeuring, Pahlplatz                   |
| - In de uitwedstrijd tegen koploper Ajax haalde FC Twente een verdiend gelijkspel. | |                                                 |                                               | |
| | |                                                 |                                               | |
| 3 april 1977 | FC Twente | 5 - 0 (3 - 0)                                   | NAC                                           | Opstelling FC Twente: |
| Stadion Het Diekman 6.000 toeschouwers Louis Beukman | Frans Thijssen 19' Arnold Mühren 29' Hallvar Thoresen 32' Hallvar Thoresen 46' Frans Thijssen 79'                                               | 1 - 0 2 - 0 3 - 0 4 - 0 5 - 0                   |                                               | Van Gerven, Van Ierssel, Drost, Overweg, Bruggink, Thijssen, Van der Vall, Bloemberg (50' Oranen), Mühren, Thoresen, Pahlplatz                  |
| | |                                                 |                                               | |
| 11 april 1977 | FC VVV | 1 - 0 (0 - 0)                                   | FC Twente                                     | Opstelling FC Twente: |
| Stadion De Koel 13.000 toeschouwers Egbert Mulder | Ger van Rosmalen 89' | 1 - 0                                           |                                               | Van Gerven, Van Ierssel, Drost, Overweg, Bruggink, Thijssen, Van der Vall, Mühren, Wildschut (68' Jeuring), Gritter, Pahlplatz (82' Thoresen)   |
| | |                                                 |                                               | |
| 17 april 1977 | Eindhoven | 1 - 1 (1 - 0)                                   | FC Twente                                     | Opstelling FC Twente: |
| Stadion aan de Aalsterweg 6.000 toeschouwers Gerrit Berrevoets | Henk Bloemers 27' | 1 - 0 1 - 1                                     | 59' Ab Gritter                                | Van Gerven, Van Ierssel, Drost, Overweg, Oranen, Thijssen, Van der Vall, Mühren, Gritter, Jeuring, Pahlplatz (46' Wildschut)                    |
| | |                                                 |                                               | |
| 23 april 1977 | FC Twente | 8 - 0 (5 - 0)                                   | FC Utrecht                                    | Opstelling FC Twente: |
| Stadion Het Diekman 6.000 toeschouwers Bouke Draaisma | Frans Thijssen 4' Hallvar Thoresen 7' Arnold Mühren 25' Ab Gritter 36' Arnold Mühren 38' Arnold Mühren 47' Frans Thijssen 51' Sip Bloemberg 68' | 1 - 0 2 - 0 3 - 0 4 - 0 5 - 0 6 - 0 7 - 0 8 - 0 |                                               | Van Gerven, Van Ierssel, Drost, Overweg, Bruggink, Thijssen, Van der Vall (46' Bloemberg), Mühren, Wildschut, Gritter, Thoresen                 |
| - De 8-0 was een evenaring van de grootste overwinning ooit voor FC Twente. Scheidsrechter Draaisma keurde in de tweede helft twee doelpunten van Twente af.                                                                               | |                                                 |                                               | |
| | |                                                 |                                               | |
| 1 mei 1977 | Telstar | 2 - 1 (1 - 1)                                   | FC Twente                                     | Opstelling FC Twente: |
| Sportpark Schoonenberg 3.500 toeschouwers Hennie Weerink | Co Stout 16' Co Stout 57' | 0 - 1 1 - 1 2 - 1                               | 15' Jan Jeuring                               | Van Gerven, Van Ierssel, Drost, Bruggink, Oranen, Thijssen, Overweg, Mühren, Van Oosterom, Jeuring, Gritter                                     |
| | |                                                 |                                               | |
| 8 mei 1977 | FC Twente | 4 - 2 (2 - 1)                                   | Go Ahead Eagles                               | Opstelling FC Twente: |
| Stadion Het Diekman 6.000 toeschouwers Bart Ram | Hallvar Thoresen 21' Jan Jeuring 38' Jan Jeuring 52' Ab Gritter 73'                                                                             | 1 - 0 1 - 1 2 - 1 3 - 1 4 - 1 4 - 2             | 25' Cees van Kooten 87' Cees van Kooten       | Van Gerven, Van Ierssel, Drost, Bruggink, Oranen, Thijssen, Van der Vall, Mühren (46' Van Oosterom), Gritter, Jeuring, Thoresen (75' Krabbe)    |
| | |                                                 |                                               | |
| 15 mei 1977 | Feyenoord | 1 - 2 (0 - 0)                                   | FC Twente                                     | Opstelling FC Twente: |
| Stadion Feijenoord 13.000 toeschouwers Jan Beck | Nico Jansen 77' | 0 - 1 1 - 1 1 - 2                               | 74' Arnold Mühren 87' Hallvar Thoresen        | Van Gerven, Wildschut, Van Ierssel, Bruggink, Oranen, Thijssen, Van der Vall, Mühren, Gritter (73' Van Oosterom), Jeuring, Thoresen             |
| - FC Twente steeg door deze overwinning naar de negende plaats in de eindrangschikking. Feyenoord bleef vierde en liep daardoor definitief Europees voetbal mis.                                                                           | |                                                 |                                               | |
| | |                                                 |                                               | |

### KNVB beker 1976/77
| |                                                       |                   |                     | |
| 20 november 1976 | FC Twente                                             | 2 - 1 (1 - 1)     | Go Ahead Eagles     | Opstelling FC Twente: |
| Stadion Het Diekman 6.500 toeschouwers Bart Ram | Piet Wildschut 9' Theo Pahlplatz 88'                  | 1 - 0 1 - 1 2 - 1 | 17' Cees van Kooten | Gross, Bruggink, Drost, Overweg, Oranen, Thijssen, Van der Vall, Pahlplatz, Wildschut, Jeuring (Thoresen), Gritter                        |
| - Deze wedstrijd werd gespeeld in de tweede ronde van de KNVB beker. Voor de eerste ronde waren de teams uit de Eredivisie vrijgesteld. FC Twente bekerde door naar de derde ronde. Onder andere Ajax werd in deze ronde uitgeschakeld (2-1 tegen FC Utrecht).                                                                                      |                                                       |                   |                     | |
| |                                                       |                   |                     | |
| 16 februari 1977 | FC Twente                                             | 1 - 0 (1 - 0)     | Feyenoord           | Opstelling FC Twente: |
| Stadion Het Diekman 11.000 toeschouwers Hennie Weerink | Piet Wildschut 5'                                     | 1 - 0             |                     | Van Gerven, Van Ierssel, Drost, Overweg, Bruggink, Thijssen, Bloemberg, Mühren, Wildschut, Gritter (Jeuring), Pahlplatz                   |
| - FC Twente bekerde door naar de kwartfinale. |                                                       |                   |                     | |
| |                                                       |                   |                     | |
| 9 maart 1977 | FC Twente                                             | 1 - 0 (1 - 0)     | NAC                 | Opstelling FC Twente: |
| Stadion Het Diekman 11.500 toeschouwers Jan Keizer | Ab Gritter 40'                                        | 1 - 0             |                     | Van Gerven, Van Ierssel, Drost, Overweg, Bruggink, Thijssen, Van der Vall, Mühren, Wildschut, Gritter (Jeuring), Pahlplatz                |
| - FC Twente bekerde door naar de halve finale. Landskampioen PSV werd na strafschoppen uitgeschakeld door FC Den Haag. |                                                       |                   |                     | |
| |                                                       |                   |                     | |
| 27 april 1977 | FC Twente                                             | 1 - 0 n.v.        | AZ'67               | Opstelling FC Twente: |
| Stadion De Vliert 22.000 toeschouwers Charles Corver | Piet Wildschut 97'                                    | 1 - 0             |                     | Van Gerven, Van Ierssel, Drost, Overweg, Bruggink, Thijssen, Pahlplatz (Bloemberg), Mühren, Wildschut (Jeuring), Gritter, Thoresen        |
| - De wedstrijd werd gespeeld op neutraal terrein. Door de 0-0 stand na negentig minuten was er een verlenging nodig. FC Twente bekerde door naar de finale. Aan de winnende goal van Wildschut ging een fout van AZ-verdediger Theo Vonk vooraf. In de andere halve finale won PEC Zwolle met 2-1 van FC Den Haag.                                  |                                                       |                   |                     | |
| |                                                       |                   |                     | |
| 19 mei 1977 | FC Twente                                             | 3 - 0 n.v.        | PEC Zwolle          | Opstelling FC Twente: |
| Stadion De Goffert 26.000 toeschouwers Cees de Bruin | Epi Drost 96' Arnold Mühren (p) 105' Jan Jeuring 110' | 1 - 0 2 - 0 3 - 0 |                     | Van Gerven, Van Ierssel, Drost, Overweg, Bruggink, Thijssen, Van der Vall, Mühren, Wildschut, Gritter (Pahlplatz), Thoresen (35' Jeuring) |
| - De wedstrijd tegen eerstedivisionist PEC Zwolle werd gespeeld op neutraal terrein. Door de 0-0 stand na negentig minuten was er een verlenging nodig. FC Twente won voor het eerst in de clubhistorie een hoofdprijs; de KNVB beker. In de vijfde minuut was een doelpunt van Zwolle-speler Koko Hoekstra afgekeurd wegens een vermeende duwfout. |                                                       |                   |                     | |
| |                                                       |                   |                     | |

Ajax ·
FC Amsterdam ·
AZ '67 ·
Eindhoven ·
Feyenoord ·
Go Ahead Eagles ·
De Graafschap ·
FC Den Haag ·
Haarlem ·
NAC ·
N.E.C. ·
PSV ·
Roda JC ·
Sparta ·
Telstar ·
FC Twente '65 ·
FC Utrecht ·
FC VVV